# مطثية أرجنتينية
مطثية أرجنتينية[بحاجة لمصدر] (الاسم العلمي:Clostridium argentinense) هي نوع من البكتيريا يتبع جنس المطثية من الفصيلة المطثاوية.

## روابط خارجية
- "مطثية أرجنتينية". دليل الحياة. ITIS. أنواع 2000.{{استشهاد ويب}}:  صيانة الاستشهاد: آخرون (link)
- UniProt. "Clostridium argentinense" (HTML). اطلع عليه بتاريخ 2011-01-21.